# Чимарико (язык)

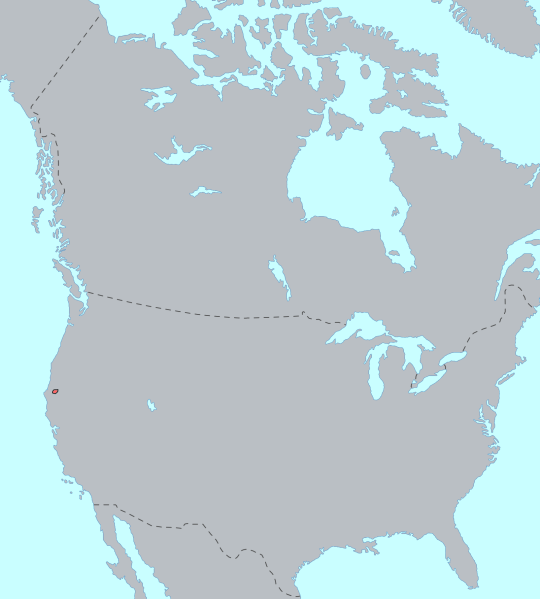
Распространение чимарико до контакта с европейцами

Чимарико — исчезнувший язык-изолят, распространённый ранее на территории округа Тринити, северо-запад штата Калифорния, среди племени чимарико.

## Связи
Неоднократно предлагалось включить язык чимарико в гипотетическую хоканскую семью. Роланд Диксон предположил о связи языка чимарико с шастанскими и палайхнихскими. В классификации Э. Сепира, получившей известность благодаря публикации в издании 1929 г. Британской энциклопедии, язык чимарико был объединён вместе с шастанскими, палайхнихскими, помоанскими, карук и яна в подгруппу хоканских языков — так называемые «северные хоканские». В другой работе Сепира предлагалась также «семья кахи», состоящая из чимарико, шастанских, палайхнихских и карук. Большинство специалистов в настоящее время скептически рассматривают данную гипотезу, и чимарико продолжает считаться изолятом.